# Botryodontia
Botryodontia is een geslacht van schimmels behorend tot de familie Hymenochaetaceae. 

## Soorten
Volgens Index Fungorum telt het geslacht twee soorten (peildatum september 2023):
| Soortnaam                   | Auteur(s)                          | Publicatiejaar |
| --------------------------- | ---------------------------------- | -------------- |
| Botryodontia semispathulata | Hjortstam & Ryvarden               | 2002           |
| Botryodontia tetraspora     | (S.S. Rattan) Hjortstam & Ryvarden | 2002           |